# Rodd vid olympiska sommarspelen 1992
Rodd vid olympiska sommarspelen 1992 avgjordes i Barcelona i Spanien den 27 juli-2 augusti. 

## Medaljsummering

### Herrar
| Event                         | Guld | Silver | Brons |
| Singelsculler Detaljer...     | Thomas Lange (GER) | Václav Chalupa (TCH) | Kajetan Broniewski (POL) |
| Dubbelsculler Detaljer...     | Peter Antonie och Stephen Hawkins (AUS)                                                                                                   | Arnold Jonke och Christoph Zerbst (AUT)                                                                                                  | Nico Rienks och Henk-Jan Zwolle (NED) |
| Scullerfyra Detaljer...       | Tyskland Andreas Hajek Michael Steinbach Stephan Volkert André Willms                                                                     | Norge Kjetil Undset Per Sætersdal Lars Bjønness Rolf Thorsen                                                                             | Italien Alessandro Corona Gianluca Farina Rossano Galtarossa Filippo Soffici                                                                     |
| Tvåa utan styrman Detaljer... | Matthew Pinsent och Steve Redgrave (GBR)                                                                                                  | Colin von Ettingshausen och Peter Hoeltzenbein (GER)                                                                                     | Iztok Čop och Denis Žvegelj (SLO) |
| Tvåa med styrman Detaljer...  | Storbritannien Garry Herbert (styrman) Greg Searle Jonny Searle                                                                           | Italien Giuseppe Di Capua (styrman) Carmine Abbagnale Giuseppe Abbagnale                                                                 | Rumänien Dumitru Răducanu (styrman) Dimitrie Popescu Nicolaie Taga                                                                               |
| Fyra utan styrman Detaljer... | Australien Andrew Cooper Nick Green Mike McKay James Tomkins                                                                              | USA Jeffrey McLaughlin William Burden Thomas Bohrer Patrick Manning                                                                      | Slovenien Milan Janša Sadik Mujkič Sašo Mirjanič Janez Klemenčič                                                                                 |
| Fyra med styrman Detaljer...  | Rumänien Iulica Ruican Viorel Talapan Dimitrie Popescu Dumitru Răducanu Nicolaie Taga                                                     | Tyskland Ralf Brudel Uwe Kellner Thoralf Peters Karsten Finger Hendrik Reiher                                                            | Polen Wojciech Jankowski Maciej Lasicki Jacek Streich Tomasz Tomiak Michał Cieślak                                                               |
| Åtta med styrman Detaljer...  | Kanada Darren Barber Andrew Crosby Michael Forgeron Robert Marland Terence Paul Derek Porter Michael Rascher Bruce Robertson John Wallace | Rumänien Iulica Ruican Viorel Talapan Vasile Nastase Claudiu Marin Dănuţ Dobre Valentin Robu Vasile Mastacan Ioan Vizitiu Marin Gheorghe | Tyskland Roland Baar Armin Eichholz Detlef Kirchhoff Manfred Klein Bahne Rabe Frank Richter Hans Sennewald Thorsten Streppelhoff Ansgar Wessling |

### Damer
| Event                         | Guld | Silver | Brons |
| Singelsculler Detaljer...     | Elisabeta Lipă (ROU) | Annelies Braedael (BEL) | Silken Laumann (CAN) |
| Dubbelsculler Detaljer...     | Kerstin Köppen och Kathrin Boron (GER) | Veronica Cochelea och Elisabeta Lipă (ROU) | Gu Xiaoli och Lu Huali (CHN) |
| Scullerfyra Detaljer...       | Tyskland Sybille Schmidt Birgit Peter Kerstin Müller Kristina Mundt                                                                                         | Rumänien Anişoara Dobre Doina Ignat Constanța Burcică Veronica Cochelea                                                                                | OSS Antonina Zelikovitj Tetiana Ustiuzjanina Ekaterina Karsten Elena Chloptseva                                                                                      |
| Tvåa utan styrman Detaljer... | Kathleen Heddle och Marnie McBean (CAN) | Ingeburg Schwerzmann och Stefani Werremeier (GER) | Stephanie Pierson och Anna Seaton (USA) |
| Fyra utan styrman Detaljer... | Kanada Kirsten Barnes Jessica Monroe Brenda Taylor Kay Worthington                                                                                          | USA Shelagh Donohoe Cynthia Eckert Carol Feeney Amy Fuller                                                                                             | Tyskland Antje Frank Annette Hohn Gabriele Mehl Birte Siech |
| Åtta med styrman Detaljer...  | Kanada Kirsten Barnes Shannon Crawford Megan Delehanty Kathleen Heddle Marnie McBean Jessica Monroe Brenda Taylor Lesley Thompson (styrman) Kay Worthington | Rumänien Veronica Necula Adriana Bazon Maria Păduraru Iulia Bulie Doina Robu Viorica Lepădatu Doina Șnep-Bălan Elena Georgescu (styrman) Ioana Olteanu | Tyskland Sylvia Dördelmann Kathrin Haacker Christiane Harzendorf Daniela Neunast (styrman) Cerstin Petersmann Dana Pyritz Annegret Strauch Ute Schell Judith Zeidler |

## Medaljfördelning
| Pl. | Nation          | Guld | Silver | Brons | Totalt |
| --- | --------------- | ---- | ------ | ----- | ------ |
| 1   | Tyskland        | 4    | 3      | 3     | 10     |
| 2   | Kanada          | 4    | 0      | 1     | 5      |
| 3   | Rumänien        | 2    | 4      | 1     | 7      |
| 4   | Australien      | 2    | 0      | 0     | 2      |
| 4   | Storbritannien  | 2    | 0      | 0     | 2      |
| 6   | USA             | 0    | 2      | 1     | 3      |
| 7   | Italien         | 0    | 1      | 1     | 2      |
| 8   | Österrike       | 0    | 1      | 0     | 1      |
| 8   | Belgien         | 0    | 1      | 0     | 1      |
| 8   | Tjeckoslovakien | 0    | 1      | 0     | 1      |
| 8   | Norge           | 0    | 1      | 0     | 1      |
| 12  | Polen           | 0    | 0      | 2     | 2      |
| 12  | Slovenien       | 0    | 0      | 2     | 2      |
| 14  | Kina            | 0    | 0      | 1     | 1      |
| 14  | Nederländerna   | 0    | 0      | 1     | 1      |
| 14  | OSS             | 0    | 0      | 1     | 1      |